# Reacción endotérmica

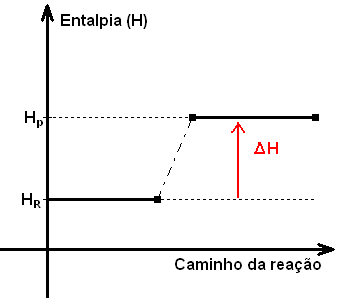
Diagrama esquemático del cambio de entalpía del sistema en una reacción endotérmica. Hp = entalpía de los productos; Hr = entalpía de los reactivos.

Se denomina reacción endotérmica a cualquier reacción química que absorbe energía, normalmente en forma de calor.
Si hablamos de entalpía ({\displaystyle H}), una reacción endotérmica es aquella que tiene una variación de entalpía {\displaystyle \Delta H>0}. Es decir, la energía que poseen los productos es mayor a la de los reactivos.
Las reacciones endotérmicas y especialmente las relacionadas con el amoníaco, impulsaron una próspera industria de generación de hielo a principios del siglo XIX. Actualmente, el frío industrial se genera con electricidad en máquinas frigoríficas.

## Ejemplo de reacción endotérmica
Un ejemplo de reacción endotérmica es la producción del ozono (O3). Esta reacción ocurre en las capas altas de la atmósfera, gracias a la radiación ultravioleta proporcionada por la energía del Sol. También se produce esta reacción en las tormentas, en las proximidades de las descargas eléctricas.
3O2 → 2O3 ; ΔH > 0